# Список астероїдів (59701—59800)
| Назва                     | Тимчасове позначення | Дата відкриття | Місце відкриття             | Відкривач                   |
| ------------------------- | -------------------- | -------------- | --------------------------- | --------------------------- |
| (59701) 1999 JP119        | 1999 JP119           | 13 травня 1999 | Сокорро (Нью-Мексико)       | LINEAR                      |
| (59702) 1999 JZ119        | 1999 JZ119           | 13 травня 1999 | Сокорро (Нью-Мексико)       | LINEAR                      |
| (59703) 1999 JB120        | 1999 JB120           | 13 травня 1999 | Сокорро (Нью-Мексико)       | LINEAR                      |
| (59704) 1999 JJ120        | 1999 JJ120           | 13 травня 1999 | Сокорро (Нью-Мексико)       | LINEAR                      |
| (59705) 1999 JM120        | 1999 JM120           | 13 травня 1999 | Сокорро (Нью-Мексико)       | LINEAR                      |
| (59706) 1999 JT120        | 1999 JT120           | 13 травня 1999 | Сокорро (Нью-Мексико)       | LINEAR                      |
| (59707) 1999 JX121        | 1999 JX121           | 13 травня 1999 | Сокорро (Нью-Мексико)       | LINEAR                      |
| (59708) 1999 JC123        | 1999 JC123           | 13 травня 1999 | Сокорро (Нью-Мексико)       | LINEAR                      |
| (59709) 1999 JL123        | 1999 JL123           | 13 травня 1999 | Сокорро (Нью-Мексико)       | LINEAR                      |
| (59710) 1999 JV123        | 1999 JV123           | 14 травня 1999 | Сокорро (Нью-Мексико)       | LINEAR                      |
| (59711) 1999 JC126        | 1999 JC126           | 13 травня 1999 | Сокорро (Нью-Мексико)       | LINEAR                      |
| (59712) 1999 JN126        | 1999 JN126           | 13 травня 1999 | Сокорро (Нью-Мексико)       | LINEAR                      |
| (59713) 1999 JA127        | 1999 JA127           | 13 травня 1999 | Сокорро (Нью-Мексико)       | LINEAR                      |
| (59714) 1999 JG128        | 1999 JG128           | 10 травня 1999 | Сокорро (Нью-Мексико)       | LINEAR                      |
| (59715) 1999 JM129        | 1999 JM129           | 12 травня 1999 | Сокорро (Нью-Мексико)       | LINEAR                      |
| (59716) 1999 JP131        | 1999 JP131           | 13 травня 1999 | Сокорро (Нью-Мексико)       | LINEAR                      |
| (59717) 1999 JR137        | 1999 JR137           | 10 травня 1999 | Обсерваторія Пакет          | Обсерваторія Пакет          |
| (59718) 1999 KG1          | 1999 KG1             | 18 травня 1999 | Сокорро (Нью-Мексико)       | LINEAR                      |
| (59719) 1999 KN3          | 1999 KN3             | 17 травня 1999 | Обсерваторія Кітт-Пік       | Spacewatch                  |
| (59720) 1999 KH5          | 1999 KH5             | 20 травня 1999 | Обсерваторія Кітт-Пік       | Spacewatch                  |
| (59721) 1999 KM5          | 1999 KM5             | 21 травня 1999 | Обсерваторія Кітт-Пік       | Spacewatch                  |
| (59722) 1999 KR6          | 1999 KR6             | 17 травня 1999 | Сокорро (Нью-Мексико)       | LINEAR                      |
| (59723) 1999 KO8          | 1999 KO8             | 18 травня 1999 | Сокорро (Нью-Мексико)       | LINEAR                      |
| (59724) 1999 KV13         | 1999 KV13            | 18 травня 1999 | Сокорро (Нью-Мексико)       | LINEAR                      |
| (59725) 1999 KX13         | 1999 KX13            | 18 травня 1999 | Сокорро (Нью-Мексико)       | LINEAR                      |
| (59726) 1999 KA14         | 1999 KA14            | 18 травня 1999 | Сокорро (Нью-Мексико)       | LINEAR                      |
| (59727) 1999 KC15         | 1999 KC15            | 18 травня 1999 | Сокорро (Нью-Мексико)       | LINEAR                      |
| (59728) 1999 KW15         | 1999 KW15            | 18 травня 1999 | Сокорро (Нью-Мексико)       | LINEAR                      |
| (59729) 1999 LN           | 1999 LN              | 6 червня 1999  | Вішнянська обсерваторія     | Корадо Корлевіч             |
| (59730) 1999 LW           | 1999 LW              | 7 червня 1999  | Прескоттська обсерваторія   | Пол Комба                   |
| (59731) 1999 LL2          | 1999 LL2             | 8 червня 1999  | Сокорро (Нью-Мексико)       | LINEAR                      |
| (59732) 1999 LO2          | 1999 LO2             | 8 червня 1999  | Сокорро (Нью-Мексико)       | LINEAR                      |
| (59733) 1999 LR2          | 1999 LR2             | 8 червня 1999  | Сокорро (Нью-Мексико)       | LINEAR                      |
| (59734) 1999 LT2          | 1999 LT2             | 9 червня 1999  | Сокорро (Нью-Мексико)       | LINEAR                      |
| (59735) 1999 LY3          | 1999 LY3             | 9 червня 1999  | Сокорро (Нью-Мексико)       | LINEAR                      |
| (59736) 1999 LA5          | 1999 LA5             | 8 червня 1999  | Сокорро (Нью-Мексико)       | LINEAR                      |
| (59737) 1999 LC6          | 1999 LC6             | 11 червня 1999 | Сокорро (Нью-Мексико)       | LINEAR                      |
| (59738) 1999 LH8          | 1999 LH8             | 8 червня 1999  | Сокорро (Нью-Мексико)       | LINEAR                      |
| (59739) 1999 LP8          | 1999 LP8             | 8 червня 1999  | Сокорро (Нью-Мексико)       | LINEAR                      |
| (59740) 1999 LC9          | 1999 LC9             | 8 червня 1999  | Сокорро (Нью-Мексико)       | LINEAR                      |
| (59741) 1999 LE9          | 1999 LE9             | 8 червня 1999  | Сокорро (Нью-Мексико)       | LINEAR                      |
| (59742) 1999 LN9          | 1999 LN9             | 8 червня 1999  | Сокорро (Нью-Мексико)       | LINEAR                      |
| (59743) 1999 LV9          | 1999 LV9             | 8 червня 1999  | Сокорро (Нью-Мексико)       | LINEAR                      |
| (59744) 1999 LG10         | 1999 LG10            | 8 червня 1999  | Сокорро (Нью-Мексико)       | LINEAR                      |
| (59745) 1999 LF13         | 1999 LF13            | 9 червня 1999  | Сокорро (Нью-Мексико)       | LINEAR                      |
| (59746) 1999 LN13         | 1999 LN13            | 9 червня 1999  | Сокорро (Нью-Мексико)       | LINEAR                      |
| (59747) 1999 LV13         | 1999 LV13            | 9 червня 1999  | Сокорро (Нью-Мексико)       | LINEAR                      |
| (59748) 1999 LE14         | 1999 LE14            | 9 червня 1999  | Сокорро (Нью-Мексико)       | LINEAR                      |
| (59749) 1999 LZ15         | 1999 LZ15            | 12 червня 1999 | Сокорро (Нью-Мексико)       | LINEAR                      |
| (59750) 1999 LX16         | 1999 LX16            | 9 червня 1999  | Сокорро (Нью-Мексико)       | LINEAR                      |
| (59751) 1999 LU18         | 1999 LU18            | 9 червня 1999  | Сокорро (Нью-Мексико)       | LINEAR                      |
| (59752) 1999 LW19         | 1999 LW19            | 9 червня 1999  | Сокорро (Нью-Мексико)       | LINEAR                      |
| (59753) 1999 LA28         | 1999 LA28            | 10 червня 1999 | Сокорро (Нью-Мексико)       | LINEAR                      |
| (59754) 1999 LR31         | 1999 LR31            | 11 червня 1999 | Обсерваторія Кітт-Пік       | Spacewatch                  |
| (59755) 1999 LY32         | 1999 LY32            | 8 червня 1999  | Сокорро (Нью-Мексико)       | LINEAR                      |
| (59756) 1999 LL35         | 1999 LL35            | 7 червня 1999  | Каталінський огляд          | Каталінський огляд          |
| (59757) 1999 ME           | 1999 ME              | 18 червня 1999 | Обсерваторія Ріді-Крик      | Джон Бротон                 |
| (59758) 1999 MH           | 1999 MH              | 18 червня 1999 | Вумера                      | Френк Золотовскі            |
| (59759) 1999 MR           | 1999 MR              | 20 червня 1999 | Обсерваторія Ріді-Крик      | Джон Бротон                 |
| (59760) 1999 MU           | 1999 MU              | 22 червня 1999 | Каталінський огляд          | Каталінський огляд          |
| (59761) 1999 MZ           | 1999 MZ              | 23 червня 1999 | Вумера                      | Френк Золотовскі            |
| (59762) 1999 NB1          | 1999 NB1             | 11 липня 1999  | Вішнянська обсерваторія     | Корадо Корлевіч             |
| (59763) 1999 NF2          | 1999 NF2             | 12 липня 1999  | Сокорро (Нью-Мексико)       | LINEAR                      |
| (59764) 1999 NK3          | 1999 NK3             | 13 липня 1999  | Сокорро (Нью-Мексико)       | LINEAR                      |
| (59765) 1999 NN4          | 1999 NN4             | 13 липня 1999  | Обсерваторія Ріді-Крик      | Джон Бротон                 |
| (59766) 1999 NW6          | 1999 NW6             | 13 липня 1999  | Сокорро (Нью-Мексико)       | LINEAR                      |
| (59767) 1999 NR10         | 1999 NR10            | 13 липня 1999  | Сокорро (Нью-Мексико)       | LINEAR                      |
| (59768) 1999 NV10         | 1999 NV10            | 13 липня 1999  | Сокорро (Нью-Мексико)       | LINEAR                      |
| (59769) 1999 NG15         | 1999 NG15            | 14 липня 1999  | Сокорро (Нью-Мексико)       | LINEAR                      |
| (59770) 1999 NS15         | 1999 NS15            | 14 липня 1999  | Сокорро (Нью-Мексико)       | LINEAR                      |
| (59771) 1999 NX17         | 1999 NX17            | 14 липня 1999  | Сокорро (Нью-Мексико)       | LINEAR                      |
| (59772) 1999 NN18         | 1999 NN18            | 14 липня 1999  | Сокорро (Нью-Мексико)       | LINEAR                      |
| (59773) 1999 NZ21         | 1999 NZ21            | 14 липня 1999  | Сокорро (Нью-Мексико)       | LINEAR                      |
| (59774) 1999 NH29         | 1999 NH29            | 14 липня 1999  | Сокорро (Нью-Мексико)       | LINEAR                      |
| (59775) 1999 NL29         | 1999 NL29            | 14 липня 1999  | Сокорро (Нью-Мексико)       | LINEAR                      |
| (59776) 1999 NE33         | 1999 NE33            | 14 липня 1999  | Сокорро (Нью-Мексико)       | LINEAR                      |
| (59777) 1999 NK35         | 1999 NK35            | 14 липня 1999  | Сокорро (Нью-Мексико)       | LINEAR                      |
| (59778) 1999 NO39         | 1999 NO39            | 14 липня 1999  | Сокорро (Нью-Мексико)       | LINEAR                      |
| (59779) 1999 NU40         | 1999 NU40            | 14 липня 1999  | Сокорро (Нью-Мексико)       | LINEAR                      |
| (59780) 1999 NB42         | 1999 NB42            | 14 липня 1999  | Сокорро (Нью-Мексико)       | LINEAR                      |
| (59781) 1999 NU42         | 1999 NU42            | 14 липня 1999  | Сокорро (Нью-Мексико)       | LINEAR                      |
| (59782) 1999 NG43         | 1999 NG43            | 13 липня 1999  | Сокорро (Нью-Мексико)       | LINEAR                      |
| (59783) 1999 NN43         | 1999 NN43            | 13 липня 1999  | Сокорро (Нью-Мексико)       | LINEAR                      |
| (59784) 1999 NV44         | 1999 NV44            | 13 липня 1999  | Сокорро (Нью-Мексико)       | LINEAR                      |
| (59785) 1999 NG49         | 1999 NG49            | 13 липня 1999  | Сокорро (Нью-Мексико)       | LINEAR                      |
| (59786) 1999 NY52         | 1999 NY52            | 12 липня 1999  | Сокорро (Нью-Мексико)       | LINEAR                      |
| (59787) 1999 NO55         | 1999 NO55            | 12 липня 1999  | Сокорро (Нью-Мексико)       | LINEAR                      |
| (59788) 1999 ND56         | 1999 ND56            | 12 липня 1999  | Сокорро (Нью-Мексико)       | LINEAR                      |
| (59789) 1999 NO56         | 1999 NO56            | 12 липня 1999  | Сокорро (Нью-Мексико)       | LINEAR                      |
| (59790) 1999 NR56         | 1999 NR56            | 12 липня 1999  | Сокорро (Нью-Мексико)       | LINEAR                      |
| (59791) 1999 NN59         | 1999 NN59            | 13 липня 1999  | Сокорро (Нью-Мексико)       | LINEAR                      |
| (59792) 1999 NL60         | 1999 NL60            | 13 липня 1999  | Сокорро (Нью-Мексико)       | LINEAR                      |
| 59793 Клапіес (Clapies)   | 1999 OD              | 16 липня 1999  | Обсерваторія Пізе           | Обсерваторія Пізе           |
| (59794) 1999 OE1          | 1999 OE1             | 18 липня 1999  | Обсерваторія Ріді-Крик      | Джон Бротон                 |
| (59795) 1999 OE2          | 1999 OE2             | 22 липня 1999  | Сокорро (Нью-Мексико)       | LINEAR                      |
| (59796) 1999 OJ3          | 1999 OJ3             | 22 липня 1999  | Сокорро (Нью-Мексико)       | LINEAR                      |
| (59797) 1999 PX           | 1999 PX              | 7 серпня 1999  | Обсерваторія Клеть          | Обсерваторія Клеть          |
| (59798) 1999 PO1          | 1999 PO1             | 3 серпня 1999  | Обсерваторія Сайдинг-Спрінг | Роберт Макнот               |
| (59799) 1999 PC2          | 1999 PC2             | 10 серпня 1999 | Обсерваторія Ріді-Крик      | Джон Бротон                 |
| 59800 Астропіс (Astropis) | 1999 PV4             | 14 серпня 1999 | Обсерваторія Ондржейов      | Петр Правец, Петер Кушнірак |